# 소녀의 세계 (만화)
《소녀의 세계》는 네이버의 월요일 웹툰이다. 아름답고 완벽해 보이지만 사실은 외로웠던 소녀들과 평범해 보이지만 마음씨 착한 소녀가 여러 갈등을 함께 겪으며 진짜 친구가 되어가는 이야기를 다룬다. 모랑지 작가가 2015년 5월부터 현재까지 연재 중이다. 현재까지 단행본은 온다 출판사에서 9권까지 나와 있다.

## 등장인물

### 주요 등장인물
- 오나리 -평범한 외모의 평범한 고등학생. 중학생때 통통한 외모로 자존감이 낮았었다. 평범한 고등학교 생활을 꿈꾸며 살을 빼고 고등학교에 진학했다. 하지만 의도치 않게 입학 첫 날부터 결코 평범하지 않은 유나, 미래, 선지와 함께 밥을 먹으며 평범하지 않은 학교 생활을 보내게 된다.
- 임유나 -나리의 소꿉친구이고, 까칠한 성격을 가지고 있다. 나리와의 사이가 초등학교 때 틀어졌다가 나리와 다시 친하게 지내고 싶어서 일부러 나리와 같은 고등학교에 진학했다.
- 서미래 -독일 혼혈에 밝고 장난기가 많다. 그림에 재능이 있으며, 어릴적 트라우마가 있다. 중학교를 나오지 않았고 고등학교에 가려고 개명을 하고 머리를 염색했다. 과거 사건이 밝혀지며 절망에 빠지지만, 나리와 친구들의 독려로 다시 정상적인 학교생활을 한다. 원래 이름은 서세하이다.
- 임선지 -할머니와 함께 살고 있고, 청순한 외모의 소유자이다. 아이큐가 낮고, 중학교때 안 좋은 소문이 돌았지만 결국은 거짓이란 게 밝혀졌다. 힘이 세고 순수하다.

### 교내 인물
- 김수빈 -반에서 나리의 따돌림을 주동했었고, 유나를 동경하고 있다. 현재는 다른 반이 되어 조용히 살고 있다.
- 지영은- 나리가 따돌림을 당할 때 다가와준 유일한 친구이다.
- 이채은- 나리를 따돌리다가 김수빈이 망신 당하고 가만히 있자,나리에게 연기하며 선생님께 말하자고 말했다.
- 심유정
- 현소애- 나리, 선지와 함께 먹방을 찍었다.

### 오나리 주변 인물
- 오동재 - 나리의 아버지이며 항상 나리의 자신감을 북돋아주고는 한다.
- 양미정 - 나리의 친구
- 송영창 - 동네 미용실 아들. 현재는 나리네 학교에서 급식 배식을 하고 있다.
- 오영훈 - 나리의 오빠.
- 안윤상
- 주찬양 - 고2 같은반 짝꿍.나리를 짝사랑하고있다.
- 권승하 - 이과5반(윗반) 반장. 나리와 같은 홍보부로서 나리를 많이 도와준다.나리와 서로 좋아했지만 본인의 개인사정 때문에 어쩔 수 없이 나리와 관계를 끊었다. 오유림과 회장선거에 나간다.
- 오유림 - 나리의 사촌동생.의도치않게(?)나리와 라이벌이 되어가고있다.
- 제미나 - 나리와 회장선거에 함께 출마하는 나리의 후배이다. 나리를 잘따른다.

### 서미래 주변 인물
- 상담소를 운영하는 외삼촌
- 정우경 - 서미래가 악플로 힘들어할 때 곁에서 도와줬다.
- 송우리-미래와 같이 그림을 그리는 친구고 그림을 엄청 잘 그린다.

### 임유나 주변 인물
- 유성현
- 정우경 - 임유나의 사촌

### 임선지 관련 인물
- 진예슬
- 이승준

## 스토리

### 오나리 편
김수빈을 중심으로 따돌림을 당한다.

### 임유나 편
오나리와 임유나의 관계를 질투하던 양미정과 그 무리가 한 거짓말에 속아 오나리에게 상처를 주고 사이가 멀어진다.

### 서미래 편
어렸을 때 아역배우로 활동하며 예능 '칠드런 빌리지'에서 악마의 편집으로 악플을 받았다.

### 임선지 편
임선지의 외모를 부러워하던 친구 진예슬이 임선지가 자신의 남자친구를 뺏어갔다며 거짓소문을 퍼트렸다.